# Лейн, Ричард
Ричард Лейн (англ. Richard Lane; 28 мая 1899 — 5 сентября 1982) — американский актёр театра и кино, а также телеведущий 1930—1970-х годов.
На счету Лейна кинороли преимущественно второго плана в 147 фильмах. В частности, он сыграл небольшие роли в таких престижных фильмах, как «Воспитание крошки» (1938), «Беззаботная» (1939), «Юнион Пасифик» (1939), «Шумный город» (1940), «Брат „Орхидея“» (1940), «Ад раскрылся» (1941), «Военно-воздушные силы» (1943), «Чудо-человек» (1945), «Могучий Джо Янг» (1949) и «Убийцы» (1964).
Более всего Лейн, вероятно, известен по роли инспектора Фаррадэя, которую он исполнил в четырнадцати детективных комедиях о Бостонском Блэки 1941—1949 годов. В 1945—1950 годах он также играл одну из главных ролей в цикле из 11 короткометражных комедий студии Columbia, где его партнёром был Гас Шиллинг (англ.  Gus Schilling).
В 1940—1970-х годах под именем Дик Лейн он был широко известен в Лос-Анджелесе как ведущий программ и спортивный комментатор на местном телевидении.

## Ранние годы жизни и начало карьеры
Ричард Лейн родился 28 мая 1899 года в Райс-Лейк, Висконсин, США, в фермерской семье. С детства он увлекался актёрской игрой, самостоятельно развивая свой талант. К 13 годам он уже профессионально выступал на сцене с песенными и танцевальными номерами. Лейн гастролировал по Европе с цирковым номером «Железная челюсть», а затем получил работу в танцевальной труппе.
В 1928 году он получил роль в бродвейском мюзикле «В ружьё!» (1928), в 1930 году играл в мюзикле «Ревю Вандербилта» (1930), а затем был ведущим исполнителем в мюзикле «Скандалы» (1935—1936).

## Карьера в кинематографе
В 1936 году Лейн подписал контракт с кинокомпанией RKO и перебрался в Голливуд, где создал экранный образ «уверенного в себе, быстро говорящего остроумного ловкача, обычно пресс-агента, полицейского или детектива, иногда мошенника или афериста».
Начав кинокарьеру с серии комедийных короткометражек, в 1937 году Лейн дебютировал в полнометражном кино, сыграв небольшие роли второго плана в четырнадцати фильмах категории В. Наиболее запоминающимися среди этих картин были эксцентрическая комедия с Джином Реймондом и Энн Сотерн «Вот идёт моя девочка» (1937), романтическая комедия с Престоном Фостером и Джоан Фонтейн «Любовь непобедима» (1937), комедия с Мириам Хопкинс и Рэем Милландом «Мудрая девушка» (1937), мелодрама с Полом Муни и Мириам Хопкинс «Женщина, которую я люблю» (1937) и экшн-мелодрама с Честером Моррисом «Полёт от славы» (1937).
В 1938 году Лейн появился в 17 фильмах, в том числе, в небольшой роли циркового менеджера в классической эксцентрической комедии с Кэтрин Хепберн и Кэри Грантом «Воспитание крошки» (1938). Другими его картинами были музыкальные комедии «Беззаботная» (1938) с Фредом Астером и Джинджер Роджерс и «Наслаждайтесь жизнью» (1938) с Айрин Данн и Дугласом Фэрбенксом — младшим, детективные фильмы «Чарли Чан в Гонолулу» (1938) и «Святой в Нью-Йорке» (1938), а также криминальная комедия с Ли Трейси «Крах Голливуда» (1938) и романтическая комедия с Джоан Фонтейн «Выходной служанки» (1938). Год спустя у Лейна было 15 фильмов, наиболее значительными среди которых стали вестерн Сесила Демилля «Юнион Пасифик» (1939) с Барбарой Стэнвик и Джоэлом Макри, криминальная комедия с Мелвином Дугласом и Джоан Блонделл «Удивительный мистер Уильямс» (1939), криминальная мелодрама с Питером Лорре «Мистер Мото на опасном острове» (1939) и детективный фильм с Уолтером Пиджоном и Ритой Джонсон «Неподражаемый сыщик Ник Картер» (1939).
На протяжении 1940-х годов Лейн продолжал играть преимущественно детективов, мошенников и коммивояжеров, в основном, на студиях 20th Century Fox, Universal Pictures и Columbia Pictures. Несмотря на то, что имя Лейна наиболее тесно было связано с беззаботными городскими персонажами, он также сильно показал себя в некоторых неторопливых и спокойных драматических ролях, особенно в роли отца в получившей широкое признание семейной драме «Пожиратель бисквитов» (1940). Среди других фильмов года, в которых снялся Лейн, заслуживают внимания вестерн «Шумный город» (1940) с Кларком Гейблом и Спенсером Трейси, где Лейн был прокурором, криминальная комедия с Эдвардом Г. Робинсоном и Хамфри Богартом «Брат „Орхидея“» (1940), где Лейн был гангстером, и музыкальные комедии «Нанятая жена» (1940) с Розалинд Расселл и «Две девушки на Бродвее» (1940) с Ланой Тёрнер.
В 1941 году у Лейна было 17 фильмов, среди которых музыкальная комедия «Ад раскрылся» (1941), где он был кинорежиссёром, военная мелодрама с Рэем Милландом и Уильямом Холденом «Мне нужны крылья» (1941), где у Лейна была роль командира авиазвена, и музыкальная комедия «Девушка, парень и моряк» (1941), где Лейн был офицером по вербовке на военную службу. В этом году Лейн начал играть свою самую известную роль инспектора полиции Нью-Йорка Джона Фаррадэя в серии криминальных комедий о Бостонском Блэки. Как и в остальных фильмах этого цикла, неглупый и упорный инспектор Фаррадэй пытается засадить в тюрьму известного в прошлом вора драгоценностей по прозвищу Бостонский Блэки (его играет Честер Моррис), однако тот каждый раз оказывается сообразительнее и изобретательнее инспектора. Более того, в каждом фильме Фаррадэй вынужден прибегать к помощи Бостонского Блэки в раскрытии реальных преступлений. В общей сложности вплоть до 1949 года вышло четырнадцать фильмов этой серии, и во всех Лейн сыграл роль инспектора (в первом фильме фамилия инспектора писалась «Фарадэй» (англ. Faraday), во всех остальных — «Фаррадэй» (англ. Farraday)). В 1941 году вышли два первых фильма серии — «Знакомьтесь: Бостонский Блэки» (1941) и «Признания Бостонского Блэки» (1941).
В 1942 году у Лейна было одиннадцать фильмов. Помимо двух картин про Бостонского Блэки — «Псевдоним Бостонский Блэки» (1942) и «Бостонский Блэки едет в Голливуд» (1942) — он сыграл роль полицейского детектива в криминальной комедии с Ллойдом Ноланом «Время убивать» (1942) и сержанта полиции в детективе «Доктор Бродвей» (1942), а также появился в двух картинах с популярными комедийными дуэтами — «Загони их, ковбой» (1942) с Эбботтом и Костелло и «Авось прорвёмся!» (1942) с Лорелом и Харди. Год спустя Лейн сыграл инспектора Фарадэя в фильмах «После полуночи с Бостонским Блэки» (1943) и «Шанс всей жизни» (1943). Он также был майором ВВС в военной драме Говарда Хоукса «Военно-воздушные силы» (1943) с Джоном Гарфилдом в главной роли, и вице-адмиралом в военной драме Ричарда Россона и Хоукса «Корвет К-225» (1943), где главную роль исполнил Рэндольф Скотт. Лейн также сыграл жулика в комедии Эбботта и Костелло «Это не слома» (1943). В 1943—1944 годах во время Второй мировой войны в рамках движения «Объединённые организации обслуживания вооружённых сил» Лейн неоднократно выступал в качестве ведущего развлекательных программ для военнослужащих. Среди его девяти фильмов 1944 года наиболее значимыми были военная комедия с Эдвардом Г. Робинсоном «Мистер Уинкл идёт на войну» (1944), где Лейн сыграл армейского сержанта, а также очередной фильм из цикла про Бостонского Блэки «Одной таинственной ночью» (1944). В 1944 году Лейн играл Фарадэя также в радиосериале «Бостонский Блэки».
В 1945 году у Лейна было восемь фильмов, среди них ленты о Бостонском Блэки — «Бостонский Блэки задержан по подозрению» (1945) и «Свидание Бостонского Блэки» (1945), музыкальные комедии «Тореадоры» (1945) с Лорелом и Харди и «Чудо-человек» (1945) с Дэнни Кеем, комедия с Эбботтом и Костелло «Сюда идут студентки» (1945), а также фильм нуар с Томом Конуэем и Энн Разерфорд «Кураж в два часа» (1945), где Лейн сыграл пронырливого газетного репортёра. В период с 1945 по 1950 год Лейн составил комедийный дуэт с Гасом Шиллингом (англ.  Gus Schilling), сыграв с ним главные роли в серии из 11 короткометражных фарсовых комедий на студии Columbia Pictures.
Лейн трижды сыграл инспектора Фарадэя в фильмах 1946 года «Бостонский Блэки и закон» (1946), «Бостонский Блэки на грани» (1946) и «Призрачный вор» (1946), а также исполнил роль второго плана в музыкальном вестерне с Джином Отри «Сью из Сиу-Сити» (1946). В 1947 году Лейн единственный раз в своей карьере сыграл главную роль в полнометражном фильме, представ в образе крутого капитана корабля, который вступает в борьбу с бандой гангстеров, в криминальной мелодраме «Корабль дьявола» (1947). Он также сыграл роль детектива в комедии с Вирджинией Майо и Джорджем Брентом «Ни с того, ни с сего» (1947) и был лейтенантом в исторической приключенческой мелодраме «Песнь Шехерезады» (1947) с Ивонн де Карло и Брайаном Донлеви в главных ролях. Затем Лейн сыграл частного детектива в нуарной мелодраме «Возвращение Свистуна» (1948), инспектора полиции в фильме ужасов «Побег» (1948) и капитана Фарадэя в ленте «В ловушке у Бостонского Блэки» (1948), а также спортивного тренера в бейсбольной биографической мелодраме «История Бейба Рута» (1948) с Уильямом Бендиксом и Клер Тревор в главных ролях. В 1949 году Лейн последний раз появился в роли инспектора Фарадэя в фильме «Китайское приключение Бостонского Блэки» (1949), а также сыграл в таких фильмах, как приключенческий экшн об автогонках «Большое колесо» (1949) с Микки Руни в главной роли, музыкальной комедии с Фрэнком Синатрой и Эстер Уильямс «Возьми меня с собой на бейсбол» (1949) и в приключенческом фэнтези о горилле «Могучий Джо Янг» (1949) с Терри Мур, где у Лейна была небольшая роль прокурора.
В 1950—1951 годах Лейн сыграл в пяти фильмах, среди которых фильм нуар с Микки Руни «Зыбучий песок» (1950), где Лейн был лейтенантом полиции, и биографическая спортивная драма «История Джеки Робинсона» (1950) о первом чёрном бейсболисте Главной лиги, где Лейн сыграл одну из своих лучших драматических ролей бейсбольного менеджера. Исполнив роль второго плана в мелодраме о швейной промышленности «Я могу достать это вам по оптовой цене» (1951), Лейн сделал в своей кинокарьере почти десятилетний перерыв.
В 1960 году Лейн сыграл телеведущего в фантастической комедии с Джерри Льюисом «Визит на маленькую планету» (1960), после чего появился в небольших ролях ведущего гоночных соревнований в криминальном триллере «Убийцы» (1964) и в семейной комедии «Дорогая Бриджит» (1965), а также ведущего соревнований по роллер-дерби в спортивной мелодраме с Ракель Уэлч «Сенсация в Канзас-Сити» (1972) и в семейной комедии «Лохматый прокурор» (1976). Это были последние работы Лейна в кино.

## Карьера диктора и ведущего программ на телевидении
Как написал обозреватель «Лос-Анджелес Таймс» Тед Текерей, «Лейн, который выступал на эстраде и театральной сцене, на радио и в кино, наиболее известен своей работой на раннем местном телевидении». В 1942 году Лейн пришёл на коммерческую телестанцию KTLA, «став одним из первых телеведущих в Лос-Анджелесе задолго до того, как телесети затмили местные радиостанции».
Под именем Дик Лейн он начал карьеру как ведущий новостей и телевизионный продавец подержанных автомобилей, а в 1946 году из спортивного комплекса Grand Olympic Auditorium в Лос-Анджелесе начал вести еженедельные телепередачи по реслингу. С 1951 года он стал также вести соревнования по роллер-дерби с участием команды Los Angeles Thunderbirds. По словам Текерея, Лейн «был телеведущим-новатором», который придумал названия многих приёмам в реслинге, которые используются и сегодня, и «чей стиль спортивного вещания помог популяризировать реслинг и роллер-спорт для целого поколения телезрителей». Позднее он стал также комментатором гонок на автомобилях класса midget. Лейн проработал телекомментатором спортивных соревнований вплоть до своего выхода на пенсию в 1976 году.

## Смерть
Ричард Лейн умер 5 сентября 1982 года в возрасте 83 лет, в Ньюпорт-Бич, Калифорния, США. Причины смерти не разглашались.

## Фильмография
| Год  |     | Русское название                              | Оригинальное название                                   | Роль                                                           |
| ---- | --- | --------------------------------------------- | ------------------------------------------------------- | -------------------------------------------------------------- |
| 1932 | кор | Говоря об операциях                           | Speaking of Operations                                  | мистер Максвелл (в титрах указан как Дик Лейн)                 |
| 1936 | кор | Они ушли                                      | They’re Off                                             | диктор                                                         |
| 1936 | кор | Ради любви к Питу                             | For the Love of Pete                                    | менеджер Максвата                                              |
| 1936 | кор | Разговоры о работе                            | Shop Talk                                               | Билл Хоббс                                                     |
| 1936 | кор | Панч и красавица                              | Punch and Beauty                                        | Билл Хоббс                                                     |
| 1936 | кор | Трясись, мистер Шекспир                       | Shake, Mr. Shakespeare                                  | мистер Смит (в титрах не указан)                               |
| 1937 | ф   | Любовь непобедима                             | You Can't Beat Love                                     | Айсмен (в титрах не указан)                                    |
| 1937 | ф   | Опасный патруль                               | Danger Patrol                                           | Билл                                                           |
| 1937 | ф   | Полёт от славы                                | Flight from Glory                                       | мистер Хэнсон                                                  |
| 1937 | ф   | Жизнь актёров                                 | The Life of the Party                                   | Бёрнс, гостиничный менеджер                                    |
| 1937 | ф   | Новые лица 1937 года                          | New Faces of 1937                                       | брокер                                                         |
| 1937 | ф   | Изгои Покер-флэт                              | The Outcasts of Poker Flat                              | »Высший балл»                                                  |
| 1937 | ф   | Субботние герои                               | Saturday's Heroes                                       | Ред Уотсон                                                     |
| 1937 | ф   | Суперсыщик                                    | Super-Sleuth                                            | зазывала                                                       |
| 1937 | ф   | А вот и моя девочка                           | There Goes My Girl                                      | редактор Тим Джей Уилан                                        |
| 1937 | ф   | Мудрая девушка                                | Wise Girl                                               | детектив                                                       |
| 1937 | ф   | Удачу не купишь                               | You Can't Buy Luck                                      | детектив Мак Макграт                                           |
| 1937 | кор | Много несчастливых возвращений                | Many Unhappy Returns                                    | доктор                                                         |
| 1937 | кор | Нужно ли жёнам работать?                      | Should Wives Work?                                      | Ред Уотсон                                                     |
| 1937 | ф   | Китайский проход                              | China Passage                                           | голос, тень (в титрах не указан)                               |
| 1937 | ф   | К новым высотам                               | Hitting a New High                                      | владелец ночного клуба Chez Suzette (в титрах не указан)       |
| 1937 | ф   | Женщина, которую я люблю                      | The Woman I Love                                        | парень Флоранс (в титрах не указан)                            |
| 1938 | ф   | Слепое алиби                                  | Blind Alibi                                             | Бауэрс                                                         |
| 1938 | ф   | Чарли Чан в Гонолулу                          | Charlie Chan in Honolulu                                | Джо Арнольд                                                    |
| 1938 | ф   | Крах Голливуда                                | Crashing Hollywood                                      | Хьюго Уэллс                                                    |
| 1938 | ф   | Все это делают                                | Everybody's Doing It                                    | Стив Диверс                                                    |
| 1938 | ф   | Раскрытый                                     | Exposed                                                 | Тони Митчелл                                                   |
| 1938 | ф   | Давай преследуй сам                           | Go Chase Yourself                                       | Нэилз                                                          |
| 1938 | ф   | Его увлекательная ночь                        | His Exciting Night                                      | Гомер Карслейк                                                 |
| 1938 | ф   | Я из города                                   | I'm from the City                                       | капитан Оливер «Олли» Фитч                                     |
| 1938 | ф   | Последнее предупреждение                      | The Last Warning                                        | Стив Фелсон                                                    |
| 1938 | ф   | Мистер Дудл начинает                          | Mr. Doodle Kicks Off                                    | помощник тренера «Офсайд» Джонс                                |
| 1938 | ф   | «Радио-сити» веселится                        | Radio City Revels                                       | Крейн                                                          |
| 1938 | ф   | Брачное дело                                  | This Marriage Business                                  | Джо Селби                                                      |
| 1938 | кор | Опытные уши                                   | Ears of Experience                                      | босс                                                           |
| 1938 | ф   | Воспитание крошки                             | Bringing Up Baby                                        | администратор в цирке (в титрах не указан)                     |
| 1938 | ф   | Беззаботная                                   | Carefree                                                | Генри, старший официант загородного клуба (в титрах не указан) |
| 1938 | ф   | Наслаждайтесь жизнью                          | Joy of Living                                           | Харви (в титрах не указан)                                     |
| 1938 | ф   | Выходной вечер служанки                       | Maid's Night Out                                        | зазывала на концессию «Осьминог» (в титрах не указан)          |
| 1938 | ф   | Святой в Нью-Йорке                            | The Saint in New York                                   | диспетчер (в титрах не указан)                                 |
| 1938 | кор | Дрожь                                         | The Jitters                                             | управляющий танцевальной студией                               |
| 1939 | ф   | День, когда плакали букмекеры                 | The Day the Bookies Wept                                | Рэмзи Фирпо                                                    |
| 1939 | ф   | Вождение в пьяном виде                        | Drunk Driving                                           | Рик                                                            |
| 1939 | ф   | Побег                                         | The Escape                                              | Дэвид Клиффорд                                                 |
| 1939 | ф   | Ради любви или денег                          | For Love or Money                                       | Фостер                                                         |
| 1939 | ф   | Герой на день                                 | Hero for a Day                                          | Эбботт                                                         |
| 1939 | ф   | Это могло случиться с тобой                   | It Could Happen to You                                  | окружной прокурор Гибсон                                       |
| 1939 | ф   | Юрист с главной улицы                         | Main Street Lawyer                                      | Баллу, адвокат Марко                                           |
| 1939 | ф   | Мистер Мото на опасном острове                | Mr. Moto in Danger Island                               | комиссар Гордон                                                |
| 1939 | ф   | Мятеж на «Чёрном орле»                        | Mutiny on the Blackhawk                                 | Кит Карсон                                                     |
| 1939 | ф   | Новости делаются по ночам                     | News Is Made at Night                                   | Барни Бэйзли                                                   |
| 1939 | ф   | Сильнее чем желание                           | Stronger Than Desire                                    | Джерри Броуди                                                  |
| 1939 | ф   | Неожиданный отец                              | Unexpected Father                                       | Лео Мерфи, агент по бронированию                               |
| 1939 | ф   | Юнион Пасифик                                 | Union Pacific                                           | Сэм Рид                                                        |
| 1939 | ф   | Обвинённый в клевете                          | Sued for Libel                                          | Смайли Дуган                                                   |
| 1939 | кор | Пока Америка спит                             | While America Sleeps                                    | агент Кармайкл                                                 |
| 1939 | кор | Проблема на охоте                             | Hunting Trouble                                         | Дик                                                            |
| 1939 | ф   | Удивительный мистер Уильямс                   | The Amazing Mr. Williams                                | Риган (в титрах не указан)                                     |
| 1939 | ф   | Неподражаемый сыщик Ник Картер                | Nick Carter, Master Detective                           | Сэм Воэн (в титрах не указан)                                  |
| 1940 | ф   | Поедатель бисквитов                           | The Biscuit Eater                                       | Харви Макнил                                                   |
| 1940 | ф   | Шумный город                                  | Boom Town                                               | помощник окружного прокурора                                   |
| 1940 | ф   | Невеста ходила на костылях                    | The Bride Wore Crutches                                 | Билл Дэйли                                                     |
| 1940 | ф   | Брат «Орхидея»                                | Brother Orchid                                          | Магси О’Дэй                                                    |
| 1940 | ф   | Город удачи                                   | City of Chance                                          | Марти Коннорс                                                  |
| 1940 | ф   | Свободна, блондинка и 21 год                  | Free, Blonde and 21                                     | лейтенант Лейк                                                 |
| 1940 | ф   | Нанятая жена                                  | Hired Wife                                              | Макнэб                                                         |
| 1940 | ф   | Марджи                                        | Margie                                                  | мистер Диксон                                                  |
| 1940 | ф   | Сэнди – это леди                              | Sandy Is a Lady                                         | Филип Джарвис                                                  |
| 1940 | ф   | Две девушки на Бродвее                        | Two Girls on Broadway                                   | Бадди Бартелл                                                  |
| 1940 | ф   | Вчерашние герои                               | Yesterday's Heroes                                      | Клитс Слейтер                                                  |
| 1940 | ф   | Молодёжь будет обслужена                      | Youth Will Be Served                                    | мистер Хьюитт                                                  |
| 1941 | ф   | Ковбой и блондинка                            | The Cowboy and the Blonde                               | Гилберт                                                        |
| 1941 | ф   | Ради красоты                                  | For Beauty's Sake                                       | мистер Джекман                                                 |
| 1941 | ф   | Девушка, парень и моряк                       | A Girl, a Guy, and a Gob                                | офицер                                                         |
| 1941 | ф   | Ад раскрылся                                  | Hellzapoppin'                                           | кинорежиссёр                                                   |
| 1941 | ф   | Мне нужны крылья                              | I Wanted Wings                                          | командир авиазвена                                             |
| 1941 | ф   | Человек на свободе                            | Man at Large                                            | редактор Гранди                                                |
| 1941 | ф   | Знакомьтесь: Бостонский Блэки                 | Meet Boston Blackie                                     | инспектор Фарадэй                                              |
| 1941 | ф   | Признания Бостонского Блэки                   | Confessions of Boston Blackie                           | инспектор Фаррадэй                                             |
| 1941 | ф   | Знакомьтесь с этим болваном                   | Meet the Chump                                          | Slugs Bennett                                                  |
| 1941 | ф   | Военно-морской блюз                           | Navy Blues                                              | Роки Андерсон                                                  |
| 1941 | ф   | Штраф                                         | The Penalty                                             | Крейг                                                          |
| 1941 | ф   | Скачи, Келли, скачи                           | Ride, Kelly, Ride                                       | Дэн Томас                                                      |
| 1941 | ф   | Всадники полынных прерий                      | Riders of the Purple Sage                               | Стив Олдринг                                                   |
| 1941 | ф   | Роза Сан-Антонио                              | San Antonio Rose                                        | Чарльз Джей Уиллоуби                                           |
| 1941 | ф   | Санни                                         | Sunny                                                   | репортёр                                                       |
| 1941 | ф   | Тесная обувь                                  | Tight Shoes                                             | Аллан Макграт                                                  |
| 1941 | ф   | Перерыв на ритм                               | Time Out for Rhythm                                     | Майк Армстронг                                                 |
| 1941 | ф   | Уважайте закон                                | Respect the Law                                         | Джордж Джонсон                                                 |
| 1942 | ф   | Авось прорвёмся!                              | A-Haunting We Will Go                                   | Филлипс                                                        |
| 1942 | ф   | Псевдоним Бостонский Блэки                    | Alias Boston Blackie                                    | инспектор Фаррадэй                                             |
| 1942 | ф   | Арабские ночи                                 | Arabian Nights                                          | капрал                                                         |
| 1942 | ф   | Бостонский Блэки едет в Голливуд              | Boston Blackie Goes Hollywood                           | инспектор Фаррадэй                                             |
| 1942 | ф   | Бутч присматривает за ребенком                | Butch Minds the Baby                                    | Гарри, лошадь                                                  |
| 1942 | ф   | Доктор Бродвей                                | Dr. Broadway                                            | сержант полиции Патрик Дойл                                    |
| 1942 | ф   | Барабаны Конго                                | Drums of the Congo                                      | Коутлэсс                                                       |
| 1942 | ф   | Юные джимены в воздухе                        | Junior G-Men of the Air                                 | агент Дон Эймс                                                 |
| 1942 | ф   | Время убивать                                 | Time to Kill                                            | лейтенант Бриз                                                 |
| 1942 | ф   | К берегам Триполи                             | To the Shores of Tripoli                                | лейтенант                                                      |
| 1942 | ф   | Загони их, ковбой                             | Ride 'Em Cowboy                                         | Пит Конуэй (в титрах не указан)                                |
| 1943 | ф   | После полуночи с Бостонским Блэки             | After Midnight with Boston Blackie                      | инспектор Фаррадэй                                             |
| 1943 | ф   | Военно-воздушные силы                         | Air Force                                               | майор В. Г. Робертс                                            |
| 1943 | ф   | Шанс всей жизни                               | The Chance of a Lifetime                                | инспектор Джон Фаррадэй                                        |
| 1943 | ф   | Корвет K-225                                  | Corvette K-225                                          | вице-адмирал                                                   |
| 1943 | ф   | Безумная лошадь                               | Crazy House                                             | С. Е. Хэнли                                                    |
| 1943 | ф   | Уволенная жена                                | Fired Wife                                              | Орин Трейси                                                    |
| 1943 | ф   | Ганг Хо: История создания наездников Карлсона | 'Gung Ho!': The Story of Carlson's Makin Island Raiders | капитан Данфи                                                  |
| 1943 | ф   | Это не солома                                 | It Ain't Hay                                            | жулик                                                          |
| 1943 | ф   | Свингуй с партнёром                           | Swing Your Partner                                      | мистер Лейн                                                    |
| 1943 | ф   | Благодари судьбу                              | Thank Your Lucky Stars                                  | Барни Джонсон (в титрах не указан)                             |
| 1943 | кор | Не будь простофилей                           | Don't Be a Sucker                                       | оратор (в титрах не указан)                                    |
| 1944 | ф   | Тайна Бермуд                                  | Bermuda Mystery                                         | детектив сержант Донован                                       |
| 1944 | ф   | С Бауэри на Бродвей                           | Bowery to Broadway                                      | Уолтер Роджерс                                                 |
| 1944 | ф   | Бразилия                                      | Brazil                                                  | Эдвард Грэм                                                    |
| 1944 | ф   | Сенокос в Луизиане                            | Louisiana Hayride                                       | Джей Хантингтон Макмастерс                                     |
| 1944 | ф   | Мистер Уинкл идет на войну                    | Mr. Winkle Goes to War                                  | сержант «Алфавит» Чедровски                                    |
| 1944 | ф   | Одной таинственной ночью                      | One Mysterious Night                                    | инспектор Джон Фаррадэй                                        |
| 1944 | ф   | Играй по-крупному                             | Take It Big                                             | Эдди Хэмптон                                                   |
| 1944 | ф   | Волна, WAC и морпех                           | A Wave, a WAC and a Marine                              | Марти Аллен                                                    |
| 1945 | ф   | Бостонский Блэки задержан по подозрению       | Boston Blackie Booked on Suspicion                      | инспектор Джон Фаррадэй                                        |
| 1945 | ф   | Свидание Бостонского Блэки                    | Boston Blackie's Rendezvous                             | инспектор Джон Фаррадэй                                        |
| 1945 | ф   | Тореадоры                                     | The Bullfighters                                        | «Хот Шот» Колман                                               |
| 1945 | ф   | Сюда идут студентки                           | Here Come the Co-eds                                    | близорукий мужчина на балу                                     |
| 1945 | ф   | Кураж в два часа                              | Two O'Clock Courage                                     | Эл Хейли                                                       |
| 1945 | ф   | Что за блондинка                              | What a Blonde                                           | Померой                                                        |
| 1945 | ф   | Чудо-человек                                  | Wonder Man                                              | помощник окружного прокурора                                   |
| 1945 | кор | Высокое кровяное давление                     | High Blood Pleasure                                     | Дик                                                            |
| 1945 | ф   | Звуки горна в полночь                         | The Horn Blows at Midnight                              | Фёрнесс, диктор на радио (в титрах не указан)                  |
| 1946 | ф   | Девушка на точке                              | Girl on the Spot                                        | «Плачущий» Макгёрк                                             |
| 1946 | ф   | Бостонский Блэки и закон                      | Boston Blackie and the Law                              | инспектор Джон Фаррадэй                                        |
| 1946 | ф   | Бостонский Блэки на грани                     | A Close Call for Boston Blackie                         | инспектор Джон Фаррадэй                                        |
| 1946 | ф   | Джентльмен Джо Палука                         | Gentleman Joe Palooka                                   | Филлипс                                                        |
| 1946 | ф   | Призрачный вор                                | The Phantom Thief                                       | инспектор Джон Фаррадэй                                        |
| 1946 | ф   | Сью из Сиу-Сити                               | Sioux City Sue                                          | Джефф Лэнг                                                     |
| 1946 | ф   | Разговор о леди                               | Talk About a Lady                                       | Дюк Рэндалл                                                    |
| 1946 | кор | Разве любовь не кукушка?                      | Ain't Love Cuckoo?                                      | Дик Лейн                                                       |
| 1946 | кор | Извините за террор                            | Pardon My Terror                                        | Дик                                                            |
| 1946 | кор | Горячая вода                                  | Hot Water                                               | Дик                                                            |
| 1947 | ф   | Дьявольский корабль                           | Devil Ship                                              | капитан «Бифф» Браун                                           |
| 1947 | ф   | Хит-парад 1947 года                           | Hit Parade of 1947                                      | режиссёр сериала                                               |
| 1947 | ф   | Ни с того, ни с сего                          | Out of the Blue                                         | детектив Нунэн                                                 |
| 1947 | ф   | Песнь Шехерезады                              | Song of Scheherazade                                    | лейтенант                                                      |
| 1947 | кор | Подготовка к неприятностям                    | Training for Trouble                                    | Ричард Лейн                                                    |
| 1947 | кор | Свадебная красавица                           | Wedding Belle                                           | Дик Лейн                                                       |
| 1948 | ф   | История Бейба Рута                            | The Babe Ruth Story                                     | тренер «Бостон Брейвз»                                         |
| 1948 | ф   | Побег                                         | The Creeper                                             | инспектор Фенвик                                               |
| 1948 | ф   | Возвращение Свистуна                          | The Return of the Whistler                              | Гэйлорд Трейнор                                                |
| 1948 | ф   | Ангел с Десятой авеню                         | Tenth Avenue Angel                                      | уличный торговец                                               |
| 1948 | ф   | В ловушке у Бостонского Блэки                 | Trapped by Boston Blackie                               | инспектор Фаррадэй                                             |
| 1948 | кор | Два гаечка в колее                            | Two Nuts in a Rut                                       | Ричард Лейн, продюсер                                          |
| 1948 | кор | Простите за мою баранью отбивную              | Pardon My Lamb Chop                                     | Дик                                                            |
| 1949 | ф   | Большое колесо                                | The Big Wheel                                           | Рино Райли (в титрах указан как Дик Лейн)                      |
| 1949 | ф   | Китайское приключение Бостонского Блэки       | Boston Blackie's Chinese Venture                        | инспектор Уильям Р. Фаррадэй                                   |
| 1949 | ф   | Мисс Норка 1949 года                          | Miss Mink of 1949                                       | Герберт Пендлтон                                               |
| 1949 | ф   | Возьми меня с собой на бейсбол                | Take Me Out to the Ball Game                            | Майкл Джилхьюли                                                |
| 1949 | ф   | Девушка в моём сердце                         | There's a Girl in My Heart                              | сержант Маллин                                                 |
| 1949 | кор | Отброшенный                                   | Flung by a Fling                                        | сержант Дик Лейн                                               |
| 1949 | кор | Он снова в деле                               | He's in Again                                           | Дик                                                            |
| 1949 | ф   | Могучий Джо Янг                               | Mighty Joe Young                                        | городской прокурор (в титрах не указан)                        |
| 1949 | ф   | Тот полночный поцелуй                         | That Midnight Kiss                                      | диджей на радио (в титрах не указан)                           |
| 1950 | ф   | Адмиралом была леди                           | The Admiral Was a Lady                                  | Марти Грубер                                                   |
| 1950 | ф   | Все танцуют                                   | Everybody's Dancin'                                     | полковник Эд Харрисон                                          |
| 1950 | ф   | История Джеки Робинсона                       | The Jackie Robinson Story                               | Клэй Хоппер                                                    |
| 1950 | ф   | Зыбучий песок                                 | Quicksand                                               | лейтенант Нельсон                                              |
| 1950 | кор | Держите эту обезьяну                          | Hold That Monkey                                        | Дик                                                            |
| 1950 | ф   | Я могу достать вам это по оптовой цене        | I Can Get It for You Wholesale                          | Келли                                                          |
| 1956 | с   | Перекрёсток                                   | Crossroads                                              | Джейк Эллис (1 эпизод, в титрах указан как Дик Лейн)           |
| 1959 | с   | Предоставьте это Биверу                       | Leave It to Beaver                                      | маршал Морган (1 эпизод, в титрах указан как Дик Лейн)         |
| 1960 | ф   | Визит на маленькую планету                    | Visit to a Small Planet                                 | надменный телеведущий (в титрах не указан)                     |
| 1964 | ф   | Убийцы                                        | The Killers                                             | диктор на Demolition Derby (в титрах не указан)                |
| 1965 | ф   | Дорогая Бриджит                               | Dear Brigitte                                           | диктор на гоночном треке (в титрах не указан)                  |
| 1965 | с   | Семейка монстров                              | The Munsters                                            | диктор (1 эпизод, в титрах указан как Дик Лейн)                |
| 1972 | ф   | Сенсация Канзас-Сити                          | Kansas City Bomber                                      | Лен (в титрах указан как Дик Лейн)                             |
| 1976 | ф   | Лохматый прокурор                             | The Shaggy D.A.                                         | диктор на роликовом катке (в титрах указан как Дик Лейн)       |
| 1978 | ф   | Одна единственная                             | The One and Only                                        | (в титрах не указан)                                           |